# Locnville
Locnville er en sydafrikansk electro/hiphop-duo, bestående af tvillingerne Brian Chaplin og Andrew Chaplin. De er blandt andet kendt for sangen "Sun in my pocket".

## Diskografi

### Singler
- 2009: Sun in my pocket (SA)
- 2009: 6 second poison (SA)
- 2010: There (SA)
- 2010: Sun in my pocket (Europa)
- 2010: Love Rush
- 2011: Stars above you (SA)
- 2011: Starring at the world outside (SA)

### Albums
- 2009: Sun in my pocket (SA)
- 2010: Sun in my pocket (Europa, special edition)
- 2011: Running to Midnight (SA, men kan købes online)

### DVD
- 2010: Sun in my pocket Arena Tour, live at Carnival City